# Bors (Románia)
Bors (románul Borș) falu Romániában, Bihar megyében.

## Fekvése
A Bihari-síkon, a nagyváradi vasútvonal  mellett, Biharpüspökitől nyugatra, a román-magyar határ mellett fekvő település. Itt található az egyik legjelentősebb romániai közúti határátkelő a magyarországi Ártánd felé. Az E60-as európai út áthalad rajta, valamint itt végződik a romániai útszámozás szerinti 1-es főút (a borsi határátkelő a 642-es kilométernél található). 2020-ban átadták az új, Borsot és Nagykerekit összekötő autópálya határátkelőhelyet, ezáltal sokkal kisebb a forgalom a régi határátkelőhelyen.

## Története
Bors község már a 13. században említve van a váradi regestrumban, Bursa néven. E településről vették eredetüket a Sártivánvecse nemzetségből származó Borsi család tagjai, melyek 1505-ig voltak a település földesurai.
1505-től Bors egy része a káptalan birtokába került, s birtokában volt még az 1900-as évek elején is. 1552-ben Szentiványi Ferenc lett a település földesura, később pedig az egész község a nagyváradi 1. sz. püspök és a káptalan birtokába került.
Ide tartozott Nagy-Zomlin puszta is, mely régen egyházas község volt. 1374-ben Nagy-Zomlin a váradi székes káptalan birtoka volt. Egyházának romjai láthatóak voltak még az 1900-as évek elején is.
A trianoni békeszerződés előtt Bihar vármegyéhez tartozott. 1910-ben lakosainak száma 1014 volt, 100% magyar nemzetiségű lakossággal.
A település egy kisebb, Nagyzomlinpuszta nevű része 274 magyar lakossal Trianon után is Magyarország része maradt.

## Népesség
2011-ben lakosainak száma 1306, ebből 1104 magyar anyanyelvű. A község népessége 3946 fő, magyar 3434, román 430.

## Nevezetességek
- A református templom építése 1790-ben fejeződött be.
- Az A3-as autópálya utolsó lejárata is itt lesz majd fellelhető.

## Testvérvárosai
- Jászfényszaru, Magyarország